# Domingo de Acassuso
Domingo de Acassuso (o Acasuso, pues usó indistintamente una o dos eses en su apellido) (22 de abril de 1658 o 1659, Concejo de Zalla, Las Encartaciones de Vizcaya, España - 8 de febrero de 1727, Basílica de San Nicolás de Bari, Buenos Aires, Virreinato del Río de la Plata) fue un militar y empresario español, que continuó su carrera militar en la zona del Río de la Plata.

## Infancia y juventud
Domingo de Acassuso nació en 1659 en Llantada, un barrio del Concejo de Zalla, en el valle que atraviesa el río Cadagua, en la zona sudeste de Las Encartaciones de Vizcaya, cerca del pueblo de Valmaseda. Sus padres eran Domingo de Acassuso y Ortiz de Sollano y María de los Terreros y Baluga, que contrajeron matrimonio el 15 de agosto de 1639 en la parroquia de Nuestra Señora de la Peña de la Herrera, en Concejo de Zalla.
Los Acassuso eran de hidalguía comarcana y poseían el patronazgo de la capilla de San Isidro Labrador y tierras alrededor de ella en Zóquita, cerca de Zalla. Es de aquí de donde proviene la devoción familiar hacia este santo, bajo cuya tutela estaban.

### Llegada al Río de la Plata
Acassuso fue reclutado en la compañía de infantes de Sevilla y de algunas partes de Andalucía para ser enviado al Río de la Plata, con el objetivo de reforzar la defensa de los territorios españoles ante la constante expansión portuguesa. El 10 de octubre de 1680 Acassuso se embarcó, junto con los otros soldados, en uno de los dos barcos que partían hacia la zona, el Nuestra Señora del Rosario, San Miguel de las Ánimas o el Nuestra Señora del Populo, Santa Bárbara.
Llegaron al Río de la Plata el 21 de febrero de 1681, día en que los capitanes Juan de Armaza y Diego Morón pasaban revista a los infantes recién llegados. Los datos completos de la filiación de Acassuso quedaron guardados en un pergamino que conserva esta revista, realizada ese mismo día:

Domingo Cazuzzo. H. del miso. nl. Consejo de Zalla, en el Señorío de Vizcaya, medo, algs. oyos de virus en la nariz, 22 id.

En el español actual, esto podría entenderse como:

Domingo de Acassuso, hijo de otro Domingo Acassuso, natural del Concejo de Zalla, en el Señorío de Vizcaya, mediano de estatura, algunos hoyos de viruela en la nariz, 22 años, soldado.

Este documento, es considerado el primer testimonio referente a Acassuso en Buenos Aires, proporciona su aspecto físico y revela que era un soldado, no un capitán como dice la versión de algunos historiadores. Acassuso llegó al Puerto de Buenos Aires con pocos doblones, contando sólo con el disminuido pago de su salario como soldado y con gran cantidad de ilusiones.

## Vida en la Argentina

### Como militar
Al poco tiempo, José de Herrera y Sotomayor, que era gobernador de Buenos Aires, le encargó la misión de controlar el contrabando en el puerto de Las Conchas; este procedía de la ciudad de Colonia del Sacramento, ubicada en la otra orilla del Río de la Plata y que estaba bajo el dominio portugués. Acassuso logró capturar a los contrabandistas con sus mercaderías, principalmente géneros, los cuales tenían un alto valor en la época, y obtuvo su ascenso a capitán, además de un resarcimiento económico.
Durante sus recorridos por la costa del río, Acassuso tuvo la oportunidad de observar el pintoresco paisaje de esos parajes. Este fue el motivo por el que seguramente levantó sobre esas barrancas la capilla bajo advocación de San Isidro, en recuerdo de aquella propiedad familiar dejada en Zóquita.
Una leyenda tradicional dice que en una de aquellas recorridas Acassuso desmontó de su caballo haciendo una parada en su marcha, para reposar al resguardo de la sombra de un espinillo. Pronto se quedó dormido tuvo un sueño en el que se le apareció San Isidro Labrador. El santo le pedía que, cuando dispusiera de fortuna, erigiera en ese lugar una capilla donde pudieran asistir los pobladores de aquella zona. Cuando despertó, motivado por el extraño sueño, aceptó cumplir la petición del santo cuando su situación económica se lo permitiera.

### Como comerciante

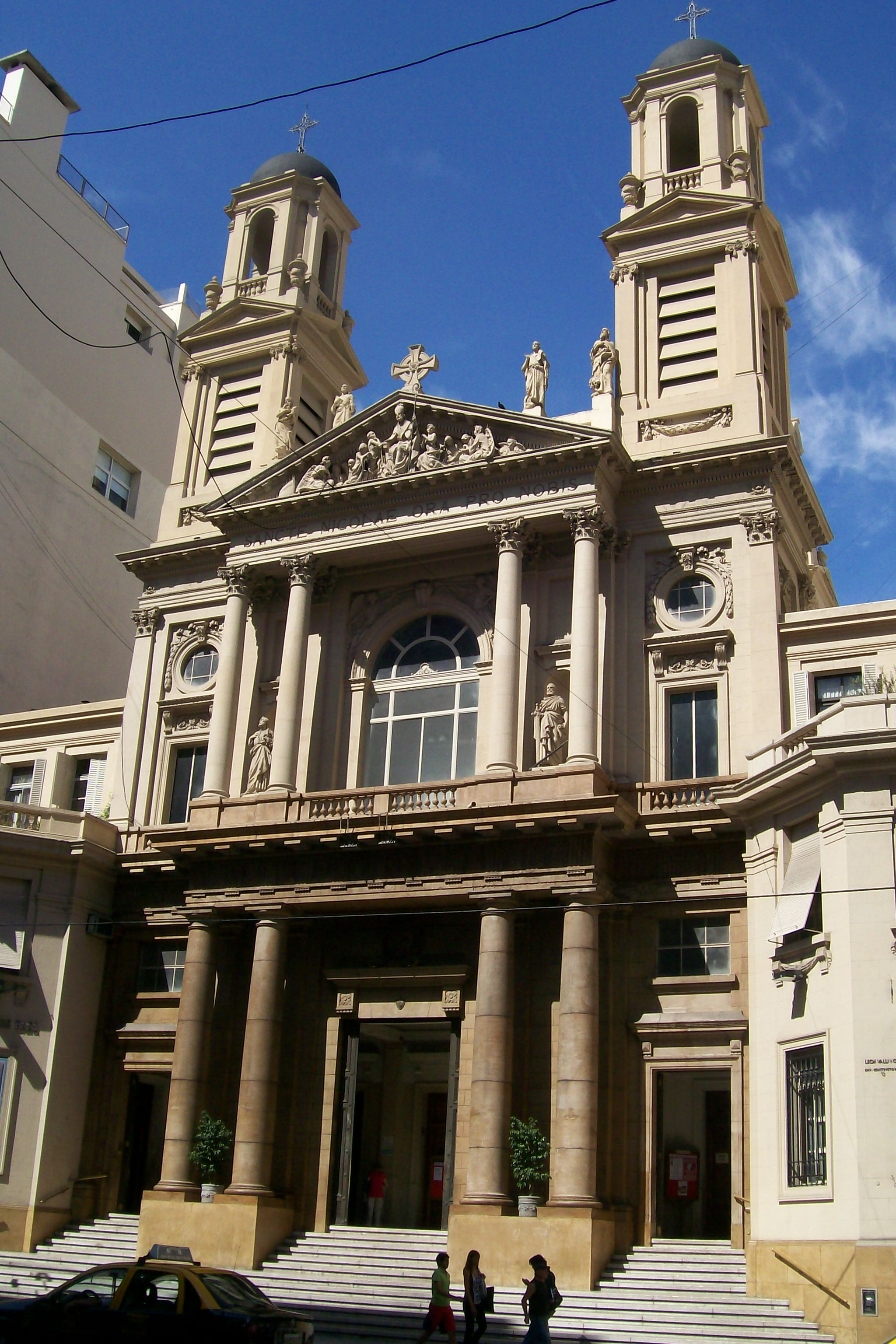
Actual Basílica de San Nicolás de Bari, ubicada en la Avenida Santa Fe 1324. La original fue demolida debido al ensanche de la Avenida Corrientes.

Poco tiempo después, Acassuso dejó la milicia para dedicarse al comercio, instalando así una casa de negocios a metros de la Plaza Mayor (actual calle San Martín, entre Rivadavia y Bartolomé Mitre, frente a la Catedral Metropolitana). Su negocio vendía comestibles, géneros, herramientas de trabajo, velas de sebo, cerraduras y clavos, entre otras cosas. Además, abarcaba el rubro del tráfico de esclavos y el contrabando, que eran bastante comunes en esa época. Los registros del comercio de esclavos de aquellos años muestran algunos negocios de Acassuso:

El 4 de noviembre de 1715 el navío Wiltshire traía consignados a Domingo de Acassuso 208 negros de Angola, por un valor de 39.520 pesos, siendo remitidos para su reventa a Chile.

El 7 de enero de 1716 Domingo de Acassuso recibió 16 esclavos con destino local.

En abril de 1724 Domingo de Acassuso recibe 163 esclavos: 120 sanos por los que abona 200 pesos por cada uno y 43 enfermos con un precio unitario de 100 pesos, todos con destino al Perú.

En octubre de 1725 adquiere en la subasta del Retiro 4 negros.

Por aquellos tiempos, Acassuso alcanzó a introducir 394 esclavos africanos en un año, mientras que Antonio de Larrazábal, considerado el mayor traficante, llegó a introducir 578.
Sin duda esta fue la ocupación con la que pudo crear su fortuna. Acassuso poseía en ese entonces una propiedad en la esquina que actualmente es Moreno y Chacabuco, otra en la que hoy es la calle Bolívar, casi México, y otra en El Retiro, cerca del Real Asiento de los Ingleses, destinada al tráfico de esclavos.
También existe una leyenda que le atribuye su fortuna a un episodio, catalogado como «milagroso», ocurrido a mediados de 1702, cuando recibió de un fabricante de Lima un envío de clavos dorados. Abiertos dos cajones, Acassuso descubre que estos contenían barras de oro, por lo que avisa a sus proveedores del error ocurrido, quienes le aseguraron que sólo habían despachado los clavos solicitados. Acassuso no pudo menos que atribuir este milagro al santo al cual le había prometido una capilla en los pagos de la costa.

## Como hombre público
- Tesorero de las Reales Cajas en 1712 y contador de las mismas en 1721.[1]
- Alcalde de 2.º voto en 1716 y 1722.[1]

## Obras y muerte
El 14 de octubre de 1706 Acassuso cumplió su promesa cuando firmó la escritura de fundación de la capilla y capellanía de San Isidro Labrador. En ese mismo año fundó la ciudad de San Isidro. Ocupó el cargo de Alcalde Ordinario en 1716 y en 1721 fue tesorero de la Real Caja de Caudales.
En 1721 Acassuso inició las obras para la construcción de una nueva capilla bajo la advocación de San Nicolás de Bari en Buenos Aires, que también incluía una casa para «doncellas huérfanas y pobres». Esta iglesia se encontraba en las actuales calles Cerrito, Lavalle, Pellegrini y Corrientes.
Acassuso no pudo ver concluida esta obra, ya que falleció el 8 de febrero de 1727 al caerse de un andamio, mientras inspeccionaba las obras de la Iglesia de San Nicolás de Bari.

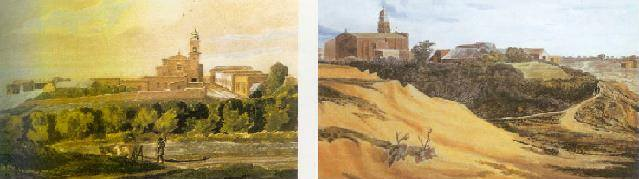
Acuarelas de Emeric Essex Vidal donde se aprecia la Iglesia de San Isidro en 1817.

## Homenajes

Cartel de la calle Domingo de Acassuso, esquina Juan de Garay, en Vicente López.

En los partidos de San Isidro y Vicente López existen una localidad, una calle, una estación ferroviaria y un club de fútbol que recuerdan a Domingo de Acassuso con su nombre.
El 7 de septiembre de 1922 fue fundado el Club Atlético Acassuso, aunque esta fue realizada bajo el nombre de Villa Acassuso Football Club, honrándose el nombre del lugar, llamado Villa Acassuso (esta zona también era llamada La Calabria, debido a la gran cantidad de calabreses que la habitaban). Sin embargo, en el año 1925 se decidió cambiar el nombre de Villa Acassuso Football Club a su nombre actual, Club Atlético Acassuso, en honor a Domingo de Acassuso, el fundador del partido de San Isidro.